# Абакиров, Анаш
Анаш Абакиров — советский государственный и политический деятель.

## Биография
Родился в 1926 году в селе Кызылтуу. Член КПСС.
Участник Великой Отечественной войны.
Инструктор ЦК ЛКСМ Киргизии (1950—1952), слушатель Центральной комсомольской школы при ЦК ВЛКСМ (1952—1954), заместитель главного редактора газеты «Ленинчил Яш», первый секретарь Тянь-Шанского обкома комсомола, секретарь ЦК ЛКСМ Киргизии (1956—1959), заместитель заведующего отделом пропаганды ЦК КП Киргизской ССР (1963, 1966—1967), заведующий идеологическим отделом аграрного сектора при ЦК КПСС (1963—1964), аспирант Академии общественных наук при ЦК КПСС (1964—1966), второй секретарь Фрунзенского горкома КП Киргизской ССР (1967—1970), редактор газеты «Советтик Кыргызстан» (1970—1972), председатель Госкомиздата Киргизской ССР (1972—1979), первый заместитель председателя Общества любителей книг Киргизской ССР (1979—1987), заместитель председателя Республиканского совета ветеранов (до 1991 года).
Избирался депутатом Верховного Совета Киргизской ССР 6-9-го созывов.
Умер в Бишкеке в 1995 году.